# Tadaima, Okaeri
Tadaima, Okaeri (jap. ただいま、おかえり) ist eine Manga-Serie von Ichi Ichikawa, die seit 2016 in Japan erscheint. Die Boys-Love-Geschichte spielt in einer Omegaverse-Welt, in der Menschen in dominante Alphas, normale Betas und unterwürfige Omegas unterteilt werden. Die Protagonisten sind ein Paar aus zwei Männern, ein Alpha und ein Omega, eine Beziehung auf die von vielen herabgesehen wird. Der Manga wurde 2024 als Anime-Fernsehserie umgesetzt.

## Inhalt
Als Ehepaar aus einem Alpha und einem Omega waren Hiromu und Masaki Fujiyoshi immer wieder Diskriminierung ausgesetzt. Nun sind sie in eine neue Nachbarschaft umgezogen, in der Hoffnung, hier friedlich leben und ihren Sohn Hikari aufziehen zu können. Während Masaki als Hausmann daheimbleibt, ist Hiromu leitender Angestellter in einer großen Firma. Die Kollegen, die er schon lange kennt, wissen von seiner Beziehung. Manche neue sind dagegen zumindest überrascht, dass er mit einem Omega zusammen ist. Besonders Hiromus langer Freund Matsuo unterstützt sie. In der Nachbarschaft werden die beiden gut aufgenommen. Der Sohn der Nachbarin, Student Yūki Hirai, ist erst sehr reserviert, wird dann aber zu Hikaris erstem Freund. Als Hikari zwei Jahre alt wird, ist Masaki erneut schwanger. Bald bekommt er mit dem Mädchen Hinata eine kleine Schwester.

## Veröffentlichungen
Der Manga erscheint seit Oktober 2016 unregelmäßig im online-Anthologie-Projekt Omegaverse Project beim Verlag Fusion Product. Dieser bringt die Kapitel auch gesammelt in bisher fünf Bänden heraus. Im September 2023 wurde angekündigt, dass der Manga als Anime für das japanische Fernsehen umgesetzt werden soll.
Die Umsetzung als Anime entstand bei Studio Deen unter der Regie von Shinji Ishihira und nach den Drehbüchern von Yoshiko Nakamura. Das Charakterdesign wurde von Mina Ōsawa adaptiert und die künstlerische Leitung lag bei Masaki Mayuzumi. Für die Kameraführung war Shinyo Kondo zuständig und die Tonarbeiten leitete Shōji Hata. Die zwölf Folgen zu je 23 Minuten wurden vom 8. April bis zum 25. Juni 2024 von den Sendern Tokyo MX, BS Nippon, MBS und Animax in Japan gezeigt. Parallel dazu fand die internationale Veröffentlichung über die Plattform Crunchyroll per Streaming statt. Zum japanischen Ton wurden Untertitel in Deutsch, Englisch, Spanisch, Französisch, Portugiesisch, Italienisch und Russisch herausgegeben.

### Synchronisation
| Rolle             | japanische Stimme (Seiyū) |
| ----------------- | ------------------------- |
| Hikari Fujiyoshi  | Atsumi Tanezaki           |
| Masaki Fujiyoshi  | Atsushi Tamaru            |
| Hinata Fujiyoshi  | Konomi Kohara             |
| Hiromu Fujiyoshi  | Toshiyuki Morikawa        |
| Michiru Mochizuki | Kaede Hondo               |
| Shūto Matsuo      | Kazuyuki Okitsu           |
| Tomohiro Matsuo   | Kōsuke Toriumi            |
| Aoto Mochizuki    | Shintarō Asanuma          |
| Yūki Hirai        | Taku Yashiro              |
| Yūto Matsuo       | Toshiki Masuda            |

### Musik
Die Musik der Serie komponierte Megumi Ōhashi. Das Vorspannlied ist Futatsu no Kotoba von Madkid, der Abspann ist unterlegt mit dem Lied Tsunagiai von Takayoshi Tanimoto.